# Martín Bonjour
Fernando Martín Bonjour (Carhué, provincia de Buenos Aires, 4 de septiembre de 1985) es un exfutbolista argentino. Jugaba de defensa central.

## Trayectoria
Compartió la defensa en el 2005 con el internacional peruano Walter Vilchez
En el 2008 llega a la Universidad César Vallejo con el cual cumple una irregular campaña.

## Clubes
| Club                      | País      | Año         | PJ | Goles |
| ------------------------- | --------- | ----------- | -- | ----- |
| Olimpo                    | Argentina | 2003-2005   | 1  | 0     |
| Rentistas                 | Uruguay   | 2005-2006   | 16 | 0     |
| Lech Poznań               | Polonia   | 2006        | 0  | 0     |
| Rentistas                 | Uruguay   | 2007        | 34 | 3     |
| Universidad César Vallejo | Perú      | 2008        | 6  | 0     |
| Rampla Juniors            | Uruguay   | 2009-2010   | 39 | 5     |
| Liverpool                 | Uruguay   | 2011        | 11 | 1     |
| Rampla Juniors            | Uruguay   | 2011        | 5  | 0     |
| Vancouver Whitecaps       | Canadá    | 2012        | 29 | 1     |
| Deportivo Quito           | Ecuador   | 2013        | 1  | 0     |
| Once Caldas               | Colombia  | 2014-2015   | 15 | 0     |
| Deportivo Quito           | Ecuador   | 2015        | 25 | 2     |
| Guillermo Brown           | Argentina | 2016        | 17 | 1     |
| Aucas                     | Ecuador   | 2016 - 2017 | 30 | 0     |
| Atlético Torque           | Uruguay   | 2017 - 2018 | 31 | 1     |
| Olimpia                   | Honduras  | 2019        | 4  | 0     |

## Palmarés
| Título                                  | Club                 | País    | Año  |
| --------------------------------------- | -------------------- | ------- | ---- |
| Segunda División Profesional de Uruguay | Club Atlético Torque | Uruguay | 2017 |